# Orylag
Rex du Poitou

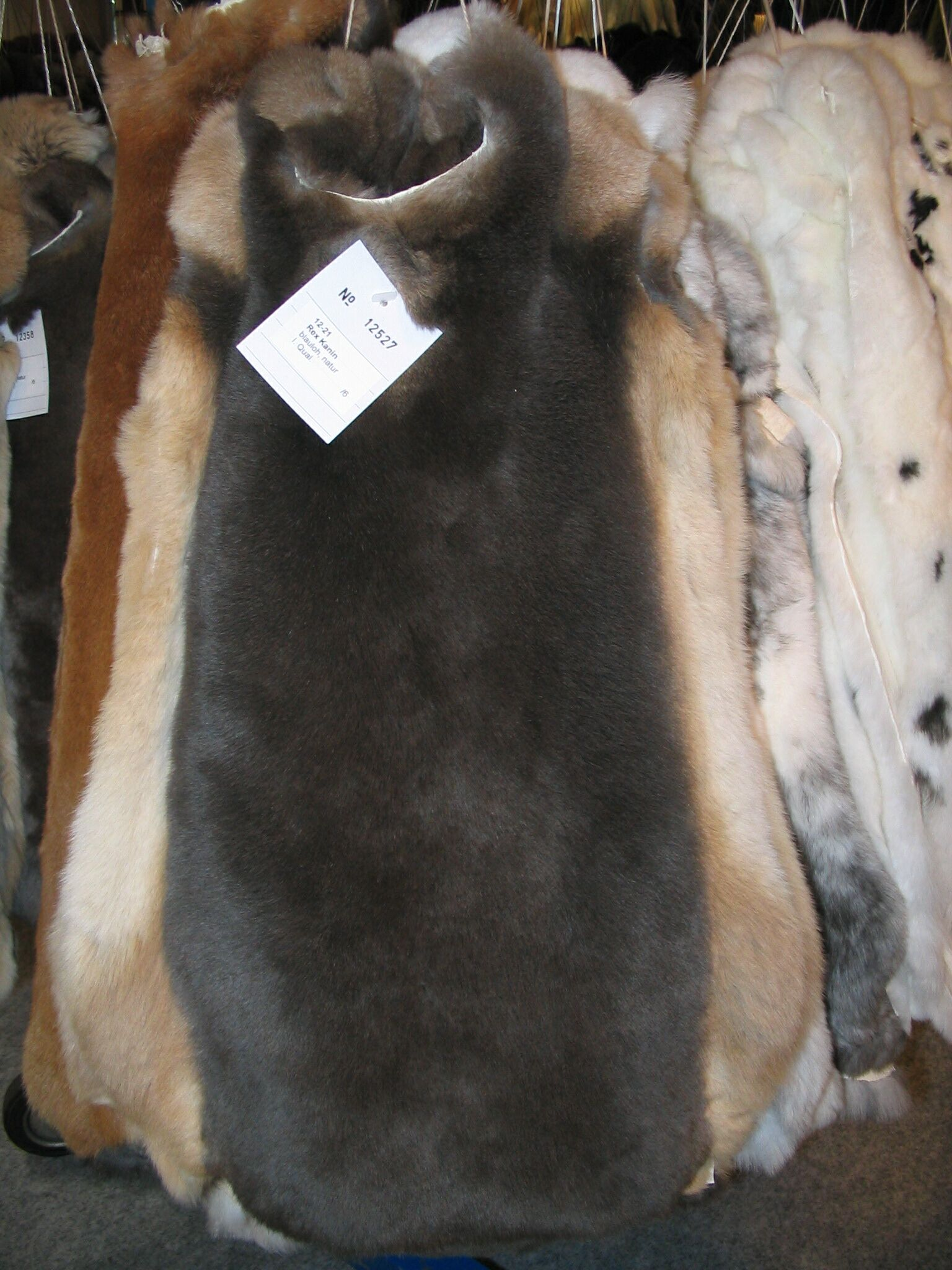
Peaux de lapin rex.

Marque déposée en 1989, l'Orylag (sa fourrure) ou Rex du Poitou (sa viande) est une variété de lapin commun sélectionnée à partir du lapin domestique de race lapin Rex. L'Orylag est né de la recherche scientifique française faite à partir de 1979 sur cette race de lapin au poil particulièrement doux, améliorée durant de longues années par l'Institut national de la recherche agronomique (INRA) de Toulouse, puis par l'INRA de Poitou-Charentes, afin d'obtenir une variété stable exploitable à la fois pour sa fourrure et pour sa viande de luxe. Cette variété est développée en partenariat avec les éleveurs de la Charente-Maritime.

## Nomenclature et systématique
Petit mammifère domestique, de l'ordre des lagomorphes et de la famille des léporidés, l'Orylag est une variété de lapin porteur du gène « Rex ». Orylag vient de la contraction du nom latin du lapin (Oryctolagus cuniculus).
Les chercheurs de l'INRA, en particulier Jean-Louis Vrillon, décédé en 2001, ont mis au point un animal dont la fourrure mais aussi la viande seraient commercialisées au rayon « produits de luxe ». Ce long travail de sélection génétique a permis de constituer une véritable souche, l’Oryctolagus cuniculus orylag. Il est aussi appelé Rex du Poitou en gastronomie.

## Morphologie
L'Orylag est un lapin domestique issu de la sélection de la race lapin rex dont la fourrure possède des poils de bourre et des poils de jarre de même taille. Une mutation génétique naturelle donne à ces lapins les poils les plus fins du règne animal (15 micromètres), d'une densité exceptionnelle − 8 000 à 10 000 par centimètre carré. Il est homogène et fourni tout au long de l’année (INRA, 2002).
Les couleurs de base de cette fourrure sont un brun chatoyant, appelé « castor » et un gris moucheté, appelé « chinchilla » par analogie avec la fourrure de ces animaux. S'est ajouté ensuite le coloris « cendré » (INRA, 2002).
La recherche scientifique tend à obtenir chez l'Orylag une fourrure et un cuir parfaits, tout en conservant la qualité supérieure de la chair, favorisées par les conditions privilégiées de l’élevage (INRA, 2002).

## Élevage et éthique
L'élevage de l'orylag, ou Rex du Poitou, tente de combiner élevage et éthique, selon les éleveurs d'Orylag. « Le meilleur indicateur de nos élevages, c’est la qualité de nos produits. » indique début 2018 Jean Boutteaud, représentant de la Coopérative des éleveurs d’Orylag, qui réunit douze élevages situés entre La Rochelle et Cognac.
Selon le site Rex du Poitou :
- le lapin dispose de 17 à 21 semaines pour se développer, alors qu’il suffit de 13 semaines pour bénéficier du Label Rouge, et de 8 à 10 semaines pour mettre sur le marché un lapin provenant d’un élevage industriel ;
- il est nourri exclusivement à la luzerne, au maïs, au colza et au blé, nourriture garantie sans OGM qui offre une qualité constante de sa chair ;
- il est élevé de manière artisanale par des éleveurs passionnés par leur métier qui savent prendre le temps de bien faire ;
- c'est un élevage responsable où l’ensemble de l’animal entier est valorisé: sa viande et sa peau[7].

En 2010 les généticiens de l'INRA poursuivent la sélection pour améliorer le taux de survie des jeunes, la longévité de la femelle et la résistance aux maladies digestives chez cette variété de lapin Rex, une souche fragile.
Toutefois, sceptiques sur les conditions d'élevage et d'abattage pratiquées, et malgré les assurances données par les éleveurs, des associations anti fourrure l'ont inclus avec les autres lapins dans leur liste de combats à mener,. En 2017 les reproches de l'association L214 portent notamment sur la mortalité de l'Orylag (entre 25 et 30 % avant l'abattage en 2017, du fait de la mortalité infantile mais aussi de l'élimination du surplus d'individus) et des conditions d'élevage en batterie guère meilleures alors que les conditions de transport ou d'abattage sont identiques selon L214,. L'association relève de nombreuses irrégularités dans plusieurs élevages : l'utilisation de cages de batterie individuelles pendant la majorité de leur vie privant les animaux de tout contact social, un stress élevé, des comportements stéréotypiques et de nombreuses blessures et maladies dus aux conditions d'élevage, une alimentation inadaptée, des défauts d'entretien des installations, ou encore l'utilisation massive de produits vétérinaires (dont antibiotiques). L'association demande notamment à l'INRA de cesser d'utiliser des fonds publics pour le développement d'intérêts privés liés à l'industrie du luxe. Alerté, l'INRA a assuré « prendre les mesures correctives immédiates qui s’imposeraient »,, mais cette annonce est restée sans suite. À la suite de l'enquête menée par L214, les services vétérinaires de l'INRA ont inspecté les élevages et l'abattoir et ont déclaré ne pas avoir observé de maltraitance animale.
La coopérative est propriétaire de son abattoir pour conserver la maitrise de cette filière jusqu'au bout.

### Un élevage en partenariat
L’INRA et des éleveurs désirent maîtriser toute la filière pour maintenir une qualité de viande et de fourrure irréprochable. Sont agréés 3 ou 4 nouveaux éleveurs seulement par an.
- 1990 : Les premiers élevages sont implantés en Bretagne, mais sans succès.
- 1992 : quatre ou cinq élevages d’Orylag voient le jour en Charente-Maritime avec l’aide de la chambre d’agriculture[17].
- 2006 : 25 éleveurs en Poitou-Charentes pour une production annuelle avoisinant les 100 000 peaux par an[18].

Pour être éleveur d’Orylag :
- il faut recevoir l’agrément de la coopérative agricole des éleveurs d‘Orylag ;
- disposer de 100 000 € environ pour financer un élevage moyen (120 à 140 femelles) ;
- les reproducteurs sont fournis par l’Inra ;
- disponibilité et attention constante : la qualité de la viande et surtout de la fourrure en dépendent.

Conditions d’élevage :
- le bâtiment doit obéir à certaines normes (température, hygrométrie, hygiène, taille) ;
- le stress est fortement déconseillé ;
- une musique d’ambiance est diffusée en permanence ;
- prolificité moyenne (7 lapereaux par portée) ;
- repos des mères entre le sevrage de chaque portée ;
- sevrage à 5 semaines ;
- lapereaux nourris exclusivement de luzerne et de céréales ;
- vers 8-9 semaines, mis en cage individuelle, au calme[17] ;
- surface de cage deux fois supérieure aux normes des élevages de lapins habituels ;
- poids atteint 2,5 à 2,8 kg[17] ;
- abattage entre 18 et 21 semaines.

### Débouchés
L’institut a concédé une licence d’exploitation exclusive à la coopérative des éleveurs d’orylag (C.E.O.) et perçoit en contrepartie une redevance fonction du chiffre d’affaires de la coopérative. Les reproducteurs sont vendus par l'INRA qui forme et aide les éleveurs en retour.
La C.E.O. se charge de la transformation et de la promotion.
La viande :
- vendue à des boucheries, à Paris ou dans la région Poitou-Charentes sous l’appellation « Rex du Poitou » ;
- cuisinée par des chefs de restaurants car sa « chair est ferme, le râble plus charnu avec juste ce qu'il faut de gras. Une chair moelleuse à souhait, qui se tient à la cuisson sans se défaire, qui ne sèche pas… » (Thuriès Magazine) ;
- à obtenu le Coq d'Or 1996, décerné par « La France Gourmande à domicile ».

La fourrure :
- les peaux sont séchées ;
- classées et triées à la coopérative ;
- envoyées chez un tanneur de Barcelone ;
- quelques semaines plus tard, elles subissent un nouveau tri à la coopérative selon leur qualité ;
- vendues aux fourreurs, elles :
  - servent à confectionner des manteaux de fourrure, des pelisses, des parures de manteau. Certaines peaux servent à faire des peluches. Les grands couturiers ont commencé à adopter cette peau[5],
  - sont tissées pour faire du fil[19] ou du tissu : l'orylactus.

### L'avenir de l'Orylag
Cette fourrure représente un substitut à la fourrure du chinchilla, un rongeur d’Amérique du Sud originaire de la Cordillère des Andes élevé et abattu pour sa peau, qui est plus petite, moins solide et plus coûteuse.
L’Orylag, destiné à la consommation de la viande sous la marque Rex du Poitou puis à l'utilisation de sa peau peut contribuer à épargner la vie des chinchillas.
Progression des ventes :

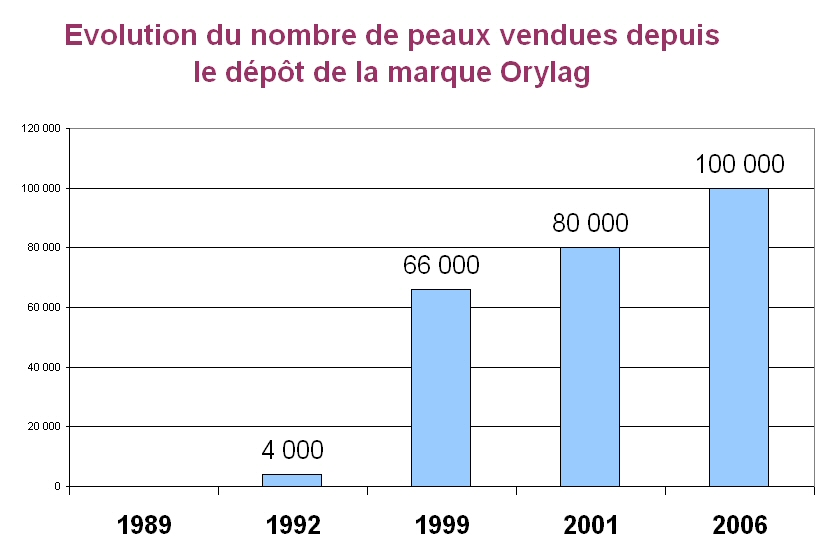
Évolution des ventes de peaux d'orylag depuis la création de la marque.

- 4000 peaux vendues en 1992, près de 80 000 peaux vendues en 2001[20], la production approche les 100 000 peaux par an (INRA, 2006) ;
- 120 000 kilos de viande vendus aux grands restaurateurs en 2004[21].

Depuis 2004, face à son succès, l'INRA de Poitou-Charentes essaye de croiser l'Orylag de type castor avec le lapin de race satin pour améliorer encore la qualité de sa fourrure (INRA, 2004).
En 2009, la filière a subi les retombées de la crise économique mondiale des années 2008 et suivantes.
En 2011, un incendie volontaire a ravagé le bâtiment de dégraissage et de séchage de peaux, mis à la disposition de la coopérative des éleveurs d'orylag par l'INRA. Le siège social et des dizaines de milliers de peaux ont été détruits, portant un nouveau coup dur à cette filière,.
L’élevage de ces lapins assure le maintien d’une activité agricole dans une région subissant un exode rural et se traduit par un revenu complémentaire pour les éleveurs, la valorisation de ces recherches ayant permis la création d'une quarantaine d'emplois (chiffre 2003),.